# 메틸렌기

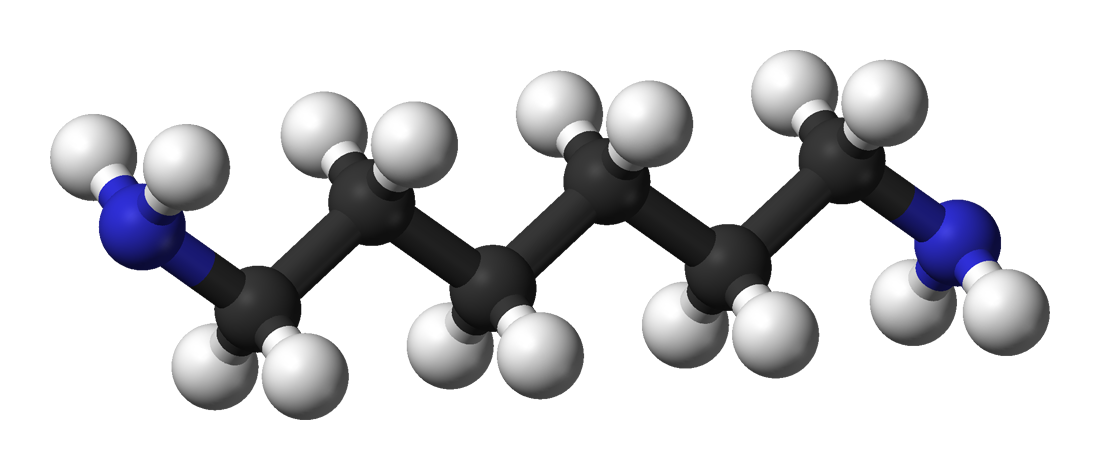
헥사메틸렌 다이아민 분자는 6개의 메틸렌기를 포함하고 있다.

메틸렌기(영어: methylene group)는 유기화학에서 탄소 원자에 결합된 두 개의 수소 원자로 구성된 분자의 부분으로 두 개의 단일 결합에 의해 분자의 나머지 부분에 연결된다. 메틸렌기는 CH2<로 표시될 수 있으며, 여기서 '<'는 두 개의 결합을 나타낸다. 이것은 −CH2−로 동일하게 나타낼 수 있다.
이것은 탄소 원자가 이중 결합에 의해 분자의 나머지 부분에 결합되어 있는 상황과 대조적이며, 이중 결합은 바람직하게는 CH2=로 표시되는 메틸리덴기라고 부른다. 이전에는 두 가지 이성질체 모두에 메틸렌이란 이름이 사용되었다. "메틸렌 가교"라는 이름은 메틸리덴을 단호하게 배제하기 위해 단일 결합 이성질체에 사용할 수 있다. 이러한 구별은 이중 결합이 두 개의 단일 결합과 화학적으로 다르기 때문에 중요하다.
메틸렌기는 메틸리덴 또는 카벤이라고 하는 자체 분자인 CH2 라디칼과 구별되어야 한다. 이것도 또한 이전에 메틸렌이라고 불렸었다.

## 활성화된 메틸렌기

1,3-다이카보닐 화합물인 다이에틸 말로네이트의 산성도.

1,3-다이카보닐 화합물의 중심 탄소는 활성화된 메틸렌기로 알려져 있다. 이는 구조로 인해 탄소가 특히 산성이고 쉽게 탈양성자화되어 메틸렌기를 형성할 수 있기 때문이다.

## 같이 보기
- 메틸리덴기
- 카벤
- 메틸렌 (화합물)
- 메틸기
- 메틴기